# Chitwan (distrito)
Chitwan é um distrito da zona de Narayani, no Nepal. A sua sede é a cidade de Bharatpur. Tem uma área de 2 218 km² e no censo de 2001 tinha uma população de 472 048 habitantes.